# Acidente (música)
Acidentes ou alterações são símbolos utilizados na notação musical para modificar a altura da nota imediatamente à sua direita e de todas as notas na mesma posição da pauta até o final do compasso corrente, tornando-as meio tom mais graves ou meio tom mais agudas, são representadas pelo símbolo sustenido(♯) ou bemol(♭) sendo que o sustenido representa o aumento da nota em um semi-tom e o bemol a diminuição da mesma. Esses símbolos, na partitura musical, aparecem ao lado esquerdo da nota a ser alterada.
Existem também os sustenidos duplos e os bemois duplos. Os primeiros representados pelo símbolo , fazem a frequência do som, em que estão aplicados, subir um tom. Os segundos, os bemóis duplos, representados pelo símbolo ♭♭, fazem a altura do som, frequência, descer um tom.
Existem também os bequadros que anulam as alterações provocadas pelos sustenidos e pelos bemois.
Os acidentes têm esse nome pois representam alterações que ocorrem de forma eventual ou acidental ao longo de uma música. Quando uma nota deve ser executada com afinação elevada ou reduzida ao longo de toda a partitura, não se utilizam acidentes, mas sim armaduras de clave que indicam a tonalidade da composição. Os símbolos utilizados na armadura de clave são os mesmos, mas somente quando ocorrem junto a uma nota são chamados de acidentes.

## Utilização
Uma vez que um acidente tenha sido aplicado a uma nota, todas as notas na mesma posição da pauta manterão a alteração de altura até o fim do compasso. No compasso seguinte, todos os acidentes perdem o efeito e, se necessário, deverão ser aplicados novamente. Se desejarmos anular o efeito de um acidente aplicado imediatamente antes ou anular um sustenido ou bemol indicado na armadura de clave, devemos usar um bequadro, que faz a nota retornar à sua condição natural. Também neste caso, a anulação da alteração da armadura só dura até o fim do compasso quando voltam a valer normalmente.
É prática geral usar o mínimo de acidentes necessários junto às notas. Não se costuma utilizar como acidentes, as notas E♯ (que pode ser anotado como um F), o F♭ (igual ao E) , o B♯ (igual ao C) e o C♭ (igual ao B). No entanto em algumas tonalidades, essas alterações são usadas na armadura de clave para evitar que a mesma nota apareça duas vezes na escala, em forma natural e alterada. Por exemplo, na escala de fá sustenido maior: F♯, G♯, A♯, B, C♯, D♯ e E♯. Se não fosse usado o E♯, a mesma escala teria o F natural e o F♯. Isso tornaria a notação muito complicada e é por isso que se usa o E♯, mesmo que ele soe como um F natural. Fora da armadura, no entanto, quando a tonalidade o permitir, é sempre melhor usar E, F, B e C do que F♭, E♯, C♭ e B♯ respectivamente.
No exemplo abaixo podemos notar que, no primeiro compasso, o A♯ se mantém pela segunda e terceira nota, mas o bequadro faz a quarta nota voltar a ser um A natural. O segundo compasso é semelhante a não ser pelo acidente aplicado que é um bemol. No terceiro compasso há um G, um A♭♭ e um F♯♯. Embora tenham nome diferente e ocupem posições diferentes na clave, os acidentes aplicados fazem com que as três notas soem exatamente iguais (enarmonia).
Notas:

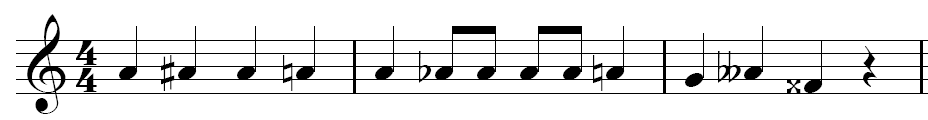
Enarmonia

1. Um acidente afeta apenas as notas subseqüentes na mesma linha ou espaço. A mesma nota em outra oitava não é afetada pelo acidente.
2. Quando uma nota à qual foi aplicado um acidente excede a duração do compasso e perdura pelo(s) compasso(s) seguinte(s), o acidente permanece. Este é o chamado acidente de cortesia. Muitas editoras e programas de edição musical indicam este tipo de acidente explicitamente após a barra de compasso.

## Acidentes simples
Os acidentes mais utilizados são:
|  | Bemol Abaixa a altura da nota que se segue em um semitom.                                                                                           |
|  | Sustenido Eleva a altura da nota que se segue em um semitom.                                                                                        |
|  | Bequadro Cancela qualquer acidente prévio na mesma nota e em todas as notas de mesmo tom (dó e dó, ré e ré...) existentes dentro do mesmo compasso. |

## Acidentes duplos
Muitas vezes é preciso aumentar a afinação em intervalos de tom e não de semitom. Para isso são utilizados acidentes duplos.
|  | Dobrado bemol [português Brasil] ou Duplo bemol [português Portugal] Abaixa a altura da nota que se segue em um tom (dois semitons) em relação à sua altura natural.        |
|  | Dobrado sustenido [português Brasil] ou Duplo sustenido [português Portugal] Eleva a altura da nota que se segue em um tom (dois semitons) em relação à sua altura natural. |

Obs: Um acidente duplo pode ser usado para aumentar em mais meio tom uma nota que já seja sustenida na armadura ou para rebaixar em mais meio tom uma nota que já seja bemolizada na clave. Por exemplo, se uma tonalidade possui um B{\displaystyle \flat }, a altura dessa nota será rebaixada em um semitom em relação à sua altura anterior após a aplicação do dobrado bemol (B{\displaystyle \flat \flat } - enarmônico ao A). Para anular o efeito de um acidente duplo deve-se utilizar um bequadro para que a nota se torne natural (deslocamento de um tom completo) ou aplicar um bequadro seguido imediatamente de outro acidente se for necessário retornar à altura da tonalidade (deslocamento de um semitom). Em algumas partituras, utiliza-se apenas um acidente para anular o anterior (deslocamento de um semitom), sem a necessidade de combiná-lo com um bequadro.

## Acidentes microtonais
Para utilizar o sistema de notação ocidental em sistemas microtonais, existem acidentes que permitem representar intervalos múltiplos de quartos de tom, que podem ser combinados aos já apresentados:
|  | Meio bemol Abaixa a altura da nota que se segue em um quarto de tom.    |
|  | Meio sustenido Eleva a altura da nota que se segue em um quarto de tom. |

## Origem dos acidentes
Durante a Idade Média, utilizavam-se os modos eclesiásticos, não existiam as tonalidades, que só foram desenvolvidas após o século XV. Na música modal é a nota base da escala que muda. Isso faz que a sequência de tons e semitons seja diferente em cada modo, mas as distâncias entre as notas adjacentes são sempre iguais. Isso significa que o intervalo entre o sol e o lá sempre é uma segunda maior, mas nem sempre estas notas estarão no mesmo grau. Por exemplo, no modo dórico, o sol está no quarto grau e o lá no quinto grau, mas no modo lídio o sol está no segundo grau e o lá no terceiro. De forma semelhante, não importa qual o modo, o intervalo de fá (F) e si (B) sempre é uma quarta aumentada, ou trítono, um intervalo de três tons fortemente dissonante e indesejável na Música Sacra. Ouvir ou cantar o trítono era considerado perigoso pois a dissonância era associada ao diabo (O trítono era chamado de "Diabolus in musica" - o diabo na música). O intervalo de segunda menor, que pode ocorrer entre o si e o dó, também é dissonante e deveria ser igualmente evitado. Para evitar a ocorrência dessas dissonâncias, o si era rebaixado em meio tom. Dessa forma passava-se do hexachordum durum (o hexacorde "duro" G-A-B-C-D-E) para o hexachordum molle (o hexacorde "mole" G-A-B♭-C-D-E).
Como se utilizava a notação por letras, o Si era representado pela letra B. O B com afinação rebaixada era representado na notação neumática por uma letra B arredondada (chamada de B suave ou B molle), enquanto que o B sem alteração era desenhado como um B quadrado - B quadratum. Durante muito tempo o si foi a única nota que podia ter sua altura modificada e os termos B mol e B quadratum se tornaram de uso corrente. Daí vem os nomes dos acidentes Bemol que posteriormente foi generalizado para rebaixar as outras notas e bequadro que indica uma nota não rebaixada. O B quadrado logo começou a ser notado de forma parecida a um H. Isso explica porque até hoje em países de língua alemã, a nota si é representada por um H e o si bemol por um B.
Posteriormente, com o desenvolvimento de polifonias mais complexas e após o desenvolvimento da música tonal, outras alterações se tornaram necessárias. Em alguns casos era preciso elevar um semitom no fá ao invés de rebaixar o si. O F elevado ganhou um quadrado (ou H) para indicar que era semelhante a um B quadrado. Quando outras notas passaram a necessitar um rebaixamento, um b era incluído para indicar o rebaixamento. O H ao lado das notas elevadas se tornou um ♯ e o bequadro passou a ser utilizado para neutralizar o efeito de qualquer acidente.